# 나라별 수정된 비디오 게임 목록
많은 비디오 게임들은 세계 각 국가마다 해당 국가의 문화나 역사적인 이유로 검열을 하는 경우가 있다. 이 문서에서는 나라별로 내부 요소가 수정된 비디오 게임들을 정리한다.

## 대한민국
- 스타크래프트

게임 상에 등장하는 동영상의 잔인한 장면들이 삭제되었다.
- 춤춰라 메이드 인 와리오

일부 미니게임 및 스토리 영상에 등장하는 일본풍 요소들이 변경되었다.

## 독일
- 레프트 4 데드 2

잔인한 무기들을 제거한 대신 카운터 스트라이크: 소스의 총기를 사용할 수 있다. 또 박스아트에 표시된 잘려나간 엄지손가락을 붙여놓았다.
- 카운터 스트라이크: 소스

플레이어의 체력이 모두 소모되면 죽는 것이 아니라 엎드려서 머리 위에 손을 올려 항복하는 자세를 취한다.
- 커맨드 앤 컨커: 레드얼럿

인트로 동영상에서 히틀러가 등장하는 장면이 삭제되었다.
- 커맨드 앤 컨커: 제너럴 제로아워

등장하는 모든 유닛들과 첼렌지 모드의 장군들이 모두 사이보그로 변경되었다.
- 커맨드 앤 컨커: 타이베리안 선

Nod 진영 미션의 동영상 중 Nod에게 잡혀온 GDI의 포로의 목을 베어 죽이는 장면이 삭제되었다.
- 콜 오브 듀티 4: 모던 워페어

아케이드 모드(Arcade Mode)가 삭제되었다.
- 콜 오브 듀티: 모던 워페어 2

“No Russian”(러시아어 사용 금지) 미션에서 민간인에게 총을 한 발이라도 발포하는 경우 게임 오버가 된다.
- 팀 포트리스 클래식

플레이어 캐릭터들이 모두 로봇으로 등장한다.
- 하프라이프

게임 상에서 등장하는 군인들이 로봇으로 대체되었다. 게다가 사람이라고 불리는 인물들에게 심한 타격을 입히면 죽는 것이 아니라 앉아서 고개를 몇번 흔들다 멈추도록 되어 있고 그 상태에서 추가로 공격을 당하면 서서히 투명해지면서 사라지도록 하여 고어적 요소를 제거하였다(인간 뿐만 아니라 외계생물체까지 포함한다).

## 러시아
- 콜 오브 듀티: 모던 워페어 2

러시아어 사용금지 미션이 러시아인들을 무차별 학살한다는 내용을 담고 있어 삭제되었다.

## 미국
- 바이오닉 코만도

게임 상에 나치와 히틀러가 등장하는 점이 검열되고 게임 제목을 “바이오닉 코만도(Bionic Commando)”로 바꾸어 냈다. 게다가 히틀러는 ‘마스터-D(Master-D)’, 나치는 ‘베드스(Badds)’, 하켄크로이츠는 ‘아들러심볼(Adlersymbol)’로 바꿔 놓았다. 이 이후 일본에서도 후속작을 “바이오닉 코만도”라는 제목으로 내놓게 된다. 그러나 게임상에서 등장하는 히틀러의 형상은 그대로 남아 있다고 한다.

## 영국
- 레프트 4 데드 2

박스 아트에 그려진 뒤집어진 V자가 영국에서 모욕의 표시로 통하기 때문에 뒤집은 V자로 바뀌었다.

## 일본
- 콜 오브 듀티: 모던 워페어 2

“No Russian(러시아어 사용 금지)” 미션에서 민간인에게 총을 한 발이라도 발포하는 경우 게임 오버가 된다.

## 중화인민공화국
- 메이플스토리

스켈레톤 계열 몬스터들의 얼굴 디자인이 변경되었다.
- 쿠키런: 킹덤

종교나 해골 관련 요소들이 변경되었다.

## 같이 보기
- 나라별 금지된 비디오 게임 목록